# Hidden Evolution
Hidden Evolution se trata del quinto álbum de estudio de la banda española de thrash metal Angelus Apatrida cuyo lanzamiento fue el 19 de enero de 2015.
Este disco representa la madurez del grupo, tanto a nivel compositivo como a nivel de grabación; se puede decir que estamos ante un trabajo muy digno de su autor, un disco que enaltece el estilo y aporta a su engrandecimiento y evolución, todo en uno; el disco fue un éxito para el grupo, ya que se colocó como el segundo disco más vendido en su semana de lanzamiento.

## Formación
- David G. Álvarez: Guitarra, coros
- Víctor Valera: Batería, coros
- Guillermo Izquierdo: Guitarra, Voz
- José J. Izquierdo: Bajo, coros

## Lista de canciones
1. Immortal
2. First World of Terror
3. Architects
4. Tug of War
5. Serpents on Parade
6. Wanderers Forever
7. End Man
8. Speed of Light
9. I Owe You Nothing
10. Hidden Evolution